# Burg Kniebos
Die Burg Kniebos in Kempten (Allgäu) ist als Burgstall erhalten. Die verschwundene Burg liegt etwa 350 Meter östlich von Kniebos entfernt, am Südhang des Mariabergs oberhalb der Pulvermühle. Heute ist die Stelle als Bodendenkmal D-7-8227-0041 „Mittelalterlicher Burgstall“ vom Bayerischen Landesamt für Denkmalpflege erfasst.